# Gerbillus muriculus
Gerbillus muriculus är en ökenråtta som först beskrevs av Thomas och Hinton 1923.  Gerbillus muriculus ingår i släktet Gerbillus och familjen råttdjur. IUCN kategoriserar arten globalt som otillräckligt studerad. Inga underarter finns listade i Catalogue of Life.
Denna gnagare är bara känd från Sudan men det är oklart om alla upphittade individer tillhör denna art. Ökenråttan hittades bland annat i gräsmarker och på jordbruksmark.